# Renault Type DX
Der Renault Type DX war ein frühes Personenkraftwagenmodell von Renault. Er wurde auch 20 CV genannt.

## Beschreibung
Die nationale Zulassungsbehörde erteilte am 28. Juni 1913 seine Zulassung. Renault hatte ein Modell dieser Größe und Leistung vorher nicht im Sortiment. 1914 endete die Produktion. Nachfolger wurde der Renault Type FE.
Ein wassergekühlter Vierzylindermotor mit 95 mm Bohrung und 160 mm Hub leistete aus 4536 cm³ Hubraum 21 PS. Die Motorleistung wurde über eine Kardanwelle an die Hinterachse geleitet. Die Höchstgeschwindigkeit war je nach Übersetzung mit 70 km/h bis 80 km/h angegeben.
Bei einem Radstand von 355,5 cm und einer Spurweite von 145 cm war das Fahrzeug 484,5 cm lang und 176 cm breit. Der Wendekreis war mit 14 bis 15 Metern angegeben. Das Fahrgestell wog 1000 kg. Die Karosserieform Torpedo ist überliefert.
Varianten dieses Modells waren Renault Type ED, Renault Type EI und Renault Type EJ.